# Hauptpostamt Odessa
Das Hauptpostamt Odessa (ukrainisch Одеський головпоштамт) ist ein historisches Gebäude und Architekturdenkmal im Zentrum der ukrainischen Stadt Odessa.
Das Hauptpostamt von Odessa wurde zwischen 1893 und 1895 auf der Sadowastraße (вул. Садова) Nummer 10 errichtet und war das erste Gebäude im russischen Reich, das als Kommunikationszentrum konzipiert wurde.
Es besitzt eine große zentrale Halle, die durch ein transparentes Dach beleuchtet wird.
Die Architekten des Gebäudes waren Wladislaw Alexandrowitsch Dombrowski (Владислав Александрович Домбровский; 1854–1917) und Wladimir Fedorowitsch Charlamow (Владимир Федорович Харламов; 1860–1907), Bauleiter war A. Dorofejew (А. Дорофеев).
Während der deutschen Besetzung im Zweiten Weltkrieg wurde das Gebäude 1944 schwer beschädigt und zwischen 1956 und 1962 restauriert.
Der Regionalausschuss der Stadt Odessa erklärte das Gebäude am 20. April 1982 zum Architekturdenkmal.